# استان سوسه
استان سوسه (به عربی: ولایة سوسة) یک استان‌های تونس در تونس است که در تونس واقع شده‌است.

## خصوصیات
استان سوسه ۲٬۶۶۹ کیلومترمربع مساحت و ۵۷۹٬۲۰۰ نفر جمعیت دارد.